# Cleveland Browns 1984
La stagione 1984 dei Cleveland Browns è stata la 35ª della franchigia nella National Football League. A metà stagione il capo-allenatore Sam Rutigliano fu licenziato dopo avere iniziato con un record di 1-7 e sostituito con Marty Schottenheimer che ebbe un record parziale di 4-4. Schottenheimer avrebbe allenato i Browns fino al 1988 con una percentuale di vittorie del 62%.

## Roster
| Roster dei Cleveland Browns nel 1984 |
| --- |
| Quarterback - 16 Paul McDonald - 7 Terry Nugent - 10 Tom Flick Running Back - 35 James Black - 44 Earnest Byner - 30 Boyce Green - 43 Mike Pruitt - 25 Charles White Wide Receiver - 80 Willis Adams - 86 Brian Brennan - 83 Ricky Feacher - 84 Duriel Harris - 83 Glen Young Tight End - 81 Harry Holt - 82 Ozzie Newsome - 87 Tim Stracka Offensive Linemen - 61 Mike Baab C - 75 Bill Contz T - 64 Joe DeLamielleure G - 54 Tom DeLeone C - 73 Doug Dieken T - 74 Paul Farren T - 68 Robert Jackson G - 62 George Lilja G - 63 Cody Risien T Defensive Linemen - 99 Keith Baldwin - 96 Reggie Camp DE - 94 Elvis Franks DE - 79 Bob Golic NT - 78 Carl Hairston DE - 72 Dave Puzzuoli NT Linebacker - 56 Chip Banks OLB - 50 Tom Cousineau ILB - 51 Eddie Johnson ILB - 57 Clay Matthews Jr. OLB - 55 Curtis Weathers Defensive Back - 24 Greg Best - 49 Clinton Burrell S - 29 Hanford Dixon CB - 27 Al Gross SS - 31 Frank Minnifield CB - 37 Chris Rockins - 20 Don Rogers FS Special Team - 9 Matt Bahr K - 15 Steve Cox P/K |
| Legenda - I rookie sono in corsivo. - Il primo ruolo è il principale mentre gli eventuali successivi indicano i ruoli secondari. - (IR) sta per Injured Reserve ed indica la lista ristretta per un solo giocatore infortunato che può tornare ad allenarsi dopo la settimana 6 e a rientrare in prima squadra dopo che questa ha giocato 8 partite. - (NF-Inj.) / (NF-Ill.) stanno rispettivamente per Non-Football Injured e Non-Football Illness ed indicano le liste dove viene inserito un giocatore che ha un infortunio o una malattia non dipendente dal football americano. - (PUP) sta per Physically Unable to Perform ed indica la lista dove viene inserito un giocatore mentre è in attesa di recuperare la condizione fisica. Nella stagione regolare dopo la sesta partita giocata dalla propria squadra, il giocatore ha tempo tre settimane per riprendere ad allenarsi, più tre settimane aggiuntive dal suo rientro agli allenamenti per rientrare in prima squadra.                                            |

## Calendario
| Stagione regolare |              |                        |           |        |                               |          |
| Turno             | Data         | Avversario             | Risultato | Record | Stadio                        | Pubblico |
| 1                 | 3 settembre  | at Seattle Seahawks    | S 0–33    | 0–1    | Kingdome                      | 59,540   |
| 2                 | 9 settembre  | at Los Angeles Rams    | S 17–20   | 0–2    | Anaheim Stadium               | 43,043   |
| 3                 | 16 settembre | Denver Broncos         | S 14–24   | 0–3    | Cleveland Municipal Stadium   | 61,980   |
| 4                 | 23 settembre | Pittsburgh Steelers    | V 20–10   | 1–3    | Cleveland Municipal Stadium   | 77,312   |
| 5                 | 30 settembre | at Kansas City Chiefs  | S 6–10    | 1–4    | Arrowhead Stadium             | 40,785   |
| 6                 | 7 ottobre    | New England Patriots   | S 16–17   | 1–5    | Cleveland Municipal Stadium   | 53,036   |
| 7                 | 14 ottobre   | New York Jets          | S 20–24   | 1–6    | Cleveland Municipal Stadium   | 55,673   |
| 8                 | 21 ottobre   | at Cincinnati Bengals  | S 9–12    | 1–7    | Riverfront Stadium            | 50,667   |
| 9                 | 28 ottobre   | New Orleans Saints     | S 14–16   | 1–8    | Cleveland Municipal Stadium   | 52,489   |
| 10                | 4 novembre   | at Buffalo Bills       | V 13–10   | 2–8    | Rich Stadium                  | 33,343   |
| 11                | 11 novembre  | San Francisco 49ers    | S 7–41    | 2–9    | Cleveland Municipal Stadium   | 60,092   |
| 12                | 18 novembre  | at Atlanta Falcons     | V 23–7    | 3–9    | Atlanta–Fulton County Stadium | 28,280   |
| 13                | 25 novembre  | Houston Oilers         | V 27–10   | 4–9    | Cleveland Municipal Stadium   | 46,077   |
| 14                | 2 dicembre   | Cincinnati Bengals     | S 17–20   | 4–10   | Cleveland Municipal Stadium   | 51,774   |
| 15                | 9 dicembre   | at Pittsburgh Steelers | S 20–23   | 4–11   | Three Rivers Stadium          | 55,825   |
| 16                | 16 dicembre  | at Houston Oilers      | V 27–20   | 5–11   | Houston Astrodome             | 33,676   |

Note: gli avversari della propria division sono in grassetto.

## Classifiche
| AFC Central            |   |    |   |      |      |     |     |     |     |
|                        | V | S  | P | %    | CONF | DIV | PF  | PS  | STR |
| Pittsburgh Steelers(3) | 9 | 7  | 0 | .563 | 3–3  | 6–6 | 387 | 310 | V2  |
| Cincinnati Bengals     | 8 | 8  | 0 | .500 | 5–1  | 6–6 | 339 | 339 | V4  |
| Cleveland Browns       | 5 | 11 | 0 | .313 | 3–3  | 4–8 | 250 | 297 | V1  |
| Houston Oilers         | 3 | 13 | 0 | .188 | 1–5  | 3–9 | 240 | 437 | S2  |